# Stigmella pyri
Stigmella pyri là một loài bướm đêm thuộc họ Nepticulidae. Nó được tìm thấy từ Thụy Điển đến Pyrenees, Ý và Bulgaria, và từ Đảo Anh đến Ukraina.
Sải cánh dài 4.2-5.2 mm. Con trưởng thành bay từ tháng 5 đến tháng 6 và một lần nữa vào tháng 8 làm hai đợt.
Ấu trùng ăn Pyrus betulifolia và Pyrus communis. Chúng ăn lá nơi chúng làm tổ. 